# 長野県道355号壁田松崎線
長野県道355号壁田松崎線（ながのけんどう355ごう へきだまつざきせん）は、長野県中野市を走る一般県道。

## 概要

### 路線データ
- 起点：中野市壁田（壁田交差点、国道292号・長野県道500号豊田中野線交点）
- 終点：中野市大字中野字松崎（国道403号・長野県道356号角間中野線交点）

## 接続・交差する道路
- 国道292号・長野県道500号豊田中野線 - 中野市壁田（壁田交差点、起点）
- 長野県道414号中野飯山線 - 中野市金井 ※一部重複
- 国道403号・長野県道356号角間中野線 - 中野市大字中野字松崎（終点）

## 周辺
- 中野市立高社中学校
- 長野電鉄長野線信濃竹原駅